# Tiran
Tiran (ar. جزيرة ثيران Jezîret Tīrān, Jazīrat Tīrān), i Yotvat,, je otok Saudijske Arabije koji je prije bio pod upravom Egipta. Suverenitet nad dva otoka u Crvenom moru, Tiran i Sanafir, službeno je ustupljen Saudijskoj Arabiji kao dio sporazuma o pomorskoj granici između Egipta i Saudijske Arabije. Sporazum je naknadno odobrio egipatski parlament, a konačno ratificirao predsjednik Abd el-Fattah el-Sisi 24. lipnja 2017.

## Geografija
Otok se nalazi na ulazu u Tiranski tjesnac koji povezuje Crveno more sa zaljevom Aqaba. Ima površinu od oko 80 km2. Bio je dio Nacionalnog parka Ras Muhammad. Tiranski tjesnac je jedini izraelski pristup od Akapskog zaljeva do Crvenog mora, a egipatska blokada Tiranskog tjesnaca 22. svibnja 1967. bila je za Izrael casus belli u Šestodnevnom ratu.
Otok Tiran je od strateške važnosti u tom području, budući da čini najuži dio Tiranskog tjesnaca, koji je važan morski prolaz do glavnih luka Aqaba u Jordanu i Eilat u Izraelu. Izrael je nakratko preuzeo otok Tiran tijekom Sueske krize i ponovno od 1967. do 1982. nakon Šestodnevnog rata. Otok je naseljen samo vojnim osobljem iz Egipta i Multinacionalnih snaga i promatrača (MFO). Rt Chisholm je rt otoka Tiran. Neki izvori navode da su mnoge plaže na otoku minirane.

### Okoliš
Otok je BirdLife International proglasio važnim područjem za ptice (IBA) jer se na njemu razmnožavaju crvenomorski galebovi.

### Iotabe
Tiran je možda otok koji je Prokopije nazvao Iotabe (starogrčki: Ἰωτάβη), koji je bio važna naplatna postaja za brodski promet u tom području, no drugi otoci u Akapskom zaljevu predloženi su kao alternativne identifikacije. Godine 473. Saracen po imenu Amorkesos zauzeo je otok i prisvojio prihode, ali ga je Bizantsko Carstvo ponovno zauzelo 25 godina kasnije, dajući njegovim stanovnicima autonomiju, uz plaćanje poreza na robu izvezenu u Indiju. Oko 534. godine Bizant je ponovno morao preuzeti od skupine koju je Horikije iz Gaze nazvao nesvetom rasom, a za koju neki znanstvenici pretpostavljaju da su bili židovski stanovnici koji su odbili plaćati porez.
Najraniji i najnoviji datumi koji se spominju u vezi s Iotabom navedeni su u vezi sa sudjelovanjem biskupa otoka na crkvenim saborima: Makarije na Kalcedonskom saboru 451. (u čijim je aktima biskupija navedena kao dio rimske provincije Palaestina Tertia), i Anastazije na sinodi održanoj u Jeruzalemu 536. godine.
Ne spominje se Iotabe u izvještajima o islamskim osvajanjima, što sugerira da je do tada otok bio nenaseljen.
Budući da više nije rezidencijalna biskupija, Iotabe, u svom latinskom obliku nazvanom Iotapa u Palaestini, danas je na popisu Rimokatoličke crkve kao titularno sjedište.
Prokopijevo spominjanje autonomne židovske zajednice na otoku Iotabe do 6. stoljeća figuriralo je u izraelskoj retorici tijekom Sueske krize te tijekom i neposredno nakon Šestodnevnog rata.

### 20. i 21. stoljeće
"Egipat i Saudijska Arabija razjasnili su svoje zahtjeve za suverenitetom nad otocima 1954. godine, kada je Egipat obavijestio Vijeće sigurnosti UN-a da su dva otoka egipatski teritorij od razgraničenja između Egipta i Osmanskog Carstva 1906. godine."
Međutim, prema Ministarstvu vanjskih poslova Izraela, otoci  prije 1949. nisu pripadali Egiptu.
Tijekom Drugog svjetskog rata, egipatske snage na otocima Tiran i Sanafir bile su dio kontingenta egipatskih trupa koje su štitile Sueski kanal, prema egipatskom predstavniku na 659. sastanku Vijeća sigurnosti UN-a 15. veljače 1954. Na istom sastanku, predstavnik Egipta smatrao je otoke Tiran i Sanafir sastavnim dijelom teritorija Egipta budući da su pod upravom Egipta od 1906.

## Izralesko pravo prolaza
U ožujku 1949. izraelske snage su preuzele kontrolu nad područjem oko obalnog sela Umm al-Rashrash, kasnije preimenovanog u Eilat, u sklopu operacije Uvda. Nenaseljeni otoci Tiran i Sanafir dobili su stratešku važnost jer su kontrolirali sve brodove do Eilata, jedinog izlaza Izraela na Crveno more. U svibnju 1948. Egipat je blokirao prolaz kroz Sueski kanal brodovima registriranim u Izraelu i brodovima (izraelskim ili drugim) koji su prevozili teret u i iz svih izraelskih luka. Budući da su sve kopnene trgovačke putove blokirale druge arapske države, sposobnost Izraela da trguje s istočnom Afrikom i Azijom, uglavnom za uvoz nafte iz Perzijskog zaljeva, bila je ozbiljno otežana.
U prosincu 1949. Egipat je počeo podizati vojne objekte na Tiranu, Sanafiru i sinajskoj obali nasuprot otoka kako bi kontrolirao tjesnace. Ubrzo nakon toga, egipatska je vlada službeno zanijekala namjeru ometanja miroljubive plovidbe, priopćivši svoj sporazum sa Saudijskom Arabijom Ujedinjenom Kraljevstvu i SAD-u 30. siječnja odnosno 28. veljače 1950.:
U istom sporazumu, Egipat je tražio svoje pravo na otoke kao i moguće pravo za Kraljevinu Saudijsku Arabiju:

#### Ugovor o suverenitetu
Kako su saudijski mediji objasnili 2016. godine, saudijski kralj Abdel Aziz al-Saud dao je Egiptu dopuštenje za obranu otoka jer se bojao moguće izraelske ekspanzije, dok njegovo kraljevstvo nije imalo odgovarajuće pomorske snage da ih zaštiti.
Prema izjavi iz 2016. koju je izdao Centar za potporu informacijama i odlučivanju egipatske vlade, glavni egipatski izaslanik u UN-u zanijekao je bilo kakve teritorijalne zahtjeve za otocima u svibnju 1967., nakon što je tadašnji egipatski predsjednik Gamal Abdel Naser zatvorio Tiranski tjesnac za Izraelsko brodovlje (koje je Izrael smatrao casus belli za pokretanje Šestodnevnog rata): "Egipat nije niti u jednom trenutku želio tvrditi da je suverenitet dvaju otoka prenesen na njega. Umjesto toga, Egipat je samo nastojao preuzeti obranu dvaju otoka." Ubrzo nakon toga otok Tiran zauzele su trupe izraelskih obrambenih snaga tijekom Šestodnevnog rata. U siječnju 1968. američka vlada pokušala je, ali bez uspjeha, potaknuti Izrael na povlačenje s otoka kao uvodni korak u širem mirovnom procesu.
Tiran je ostao pod izraelskom kontrolom sve do povratka Egiptu 1982. u skladu s mirovnim sporazumom iz 1979. koji su potpisali Egipat i Izrael. Ugovor uključuje jamstvo slobode izraelske plovidbe kroz Tiranski tjesnac.
Pristanak Egipta da Saudijskoj Arabiji preda otoke Tiran i Sanafir zahtijevao je odobrenje Izraela za izmjenu vojnog aneksa mirovnog sporazuma. Izrael je pismeno obaviješten o transferu tjednima prije nego što je objavljen, te je dao pismeno odobrenje Egiptu i, neizravno, Saudijskoj Arabiji. Saudijski ministar vanjskih poslova Adel al-Jubeir javno je izjavio da će njegova zemlja poštovati uvjete mirovnog sporazuma između Egipta i Izraela u pogledu otoka i daljnjeg stacioniranja snaga Multinacionalnih snaga i promatrača (MFO) na otoku. Izrael je također pristao na izgradnju Saudijsko-egipatskog nasipa između egipatskog i saudijskog kopna koji bi prolazio kroz Tiran.
Međutim, egipatski sud donio je konačnu presudu kojom je odbio prijenos otoka Saudijskoj Arabiji nakon što je tim odvjetnika pred sudom predstavio povijesne dokumente koji potvrđuju egipatsko vlasništvo nad otocima, i povijesno i geografski. Sud je potvrdio egipatski suverenitet nad dva otoka i naveo da vlada nije uspjela pružiti dokaze da otoci pripadaju Saudijskoj Arabiji.
Dana 14. lipnja 2017., Odbor za obranu i nacionalnu sigurnost Egipta jednoglasno je odobrio prijenos otoka Tiran i Sanafir Saudijskoj Arabiji, a plan je usvojio egipatski parlament kasnije istog dana. U srijedu, 21. lipnja 2017., najviši sud Egipta privremeno je zaustavio sve sudske presude o sporazumu o prijenosu dvaju otoka u Crvenom moru Saudijskoj Arabiji. Konačno, u subotu 24. lipnja 2017., egipatski predsjednik Abdel Fattah el-Sisi ratificirao je sporazum kojim se Saudijskoj Arabiji predaje suverenitet nad dva otoka u Crvenom moru, Tiran i Sanafir. Izrael je 14. srpnja 2022. pristao na dogovor između Saudijske Arabije i Egipta. Ubrzo nakon toga SAD su objavile da će se američke mirovne snage povući s otoka do kraja godine.

## Prijevoz
Planirani Saudijsko-egipatski nasip prolazio bi kroz otok Tiran.

## Vanjske poveznice
- Observation Post 3-11, Tiran Island, GlobalSecurity.org
- BirdLife Factsheet - Tiran Island
- Tiran Island  Arhivirana inačica izvorne stranice od 14. kolovoza 2018. (Wayback Machine), Tourist info